# Киси ан Морван
Киси ан Морван (фр. Cussy-en-Morvan) насеље је и општина у источном делу централне Француске у региону Бургоња, у департману Саона и Лоара која припада префектури Отен.
По подацима из 2011. године у општини је живело 456 становника, а густина насељености је износила 13,11 становника/km². Општина се простире на површини од 34,77 km². Налази се на средњој надморској висини од 485 метара (максималној 720 m, а минималној 365 m).

## Демографија
| 1962. | 1968. | 1975. | 1982. | 1990. | 1999. | 2011. |
| ----- | ----- | ----- | ----- | ----- | ----- | ----- |
| 610   | 672   | 522   | 505   | 509   | 465   | 456   |

График промене броја становника у току последњих година